# Băjănești, Argeș
Băjănești este un sat în comuna Băbana din județul Argeș, Muntenia, România.